# Syrov
Syrov (deutsch Syrow) ist eine Gemeinde in Tschechien. Sie liegt 14 Kilometer nordwestlich von Humpolec und gehört zum Okres Pelhřimov.

## Geographie
Syrov befindet sich am Südhang des Hügels Vršek (500 m) in der Böhmisch-Mährischen Höhe über dem Tal des Martinický potok.
Nachbarorte sind Hořice im Norden, Děkančice und Hroznětice im Nordosten, Senožaty im Südosten, Nečice und Číhovice im Süden, Jiřičky im Südwesten, Onšov im Westen sowie Kalná Hať, Šamplice, Chlovy und Dunice im Nordwesten.

## Geschichte
Die erste urkundliche Erwähnung des Ortes erfolgte im Jahre 1352.

## Gemeindegliederung
Für die Gemeinde Syrov sind keine Ortsteile ausgewiesen. Zu Syrov gehören die Ortslagen Kalná Hať, Šamplice und Syrovský Mlýn.

## Sehenswürdigkeiten
- Kapelle, errichtet 1892 anstelle eines älteren Vorgängerbaus